# Piton d'Anchaing
Pour les articles homonymes, voir Piton (homonymie).
Le piton d'Anchaing, d'Enchaing ou d'Anchain est un sommet montagneux de l'île de La Réunion, département d'outre-mer français dans le sud-ouest de l'océan Indien.

## Géographie
Culminant à 1 356 mètres d'altitude, il surplombe le centre du cirque naturel de Salazie, où il aurait glissé après s'être détaché du Gros Morne. Il doit son nom à l'esclave marron légendaire appelé Anchaing, qui l'aurait choisi pour refuge dans sa fuite.
Le piton d'Anchaing est, avec La Grande Chaloupe, la forêt de Mare Longue et la Chapelle de Cilaos, l'un des quatre sites naturels réunionnais qui ne font pas partie du parc national de La Réunion, ou pas entièrement, mais relèvent pourtant des pitons, cirques et remparts de l'île de La Réunion, un bien du patrimoine mondial depuis 2010.

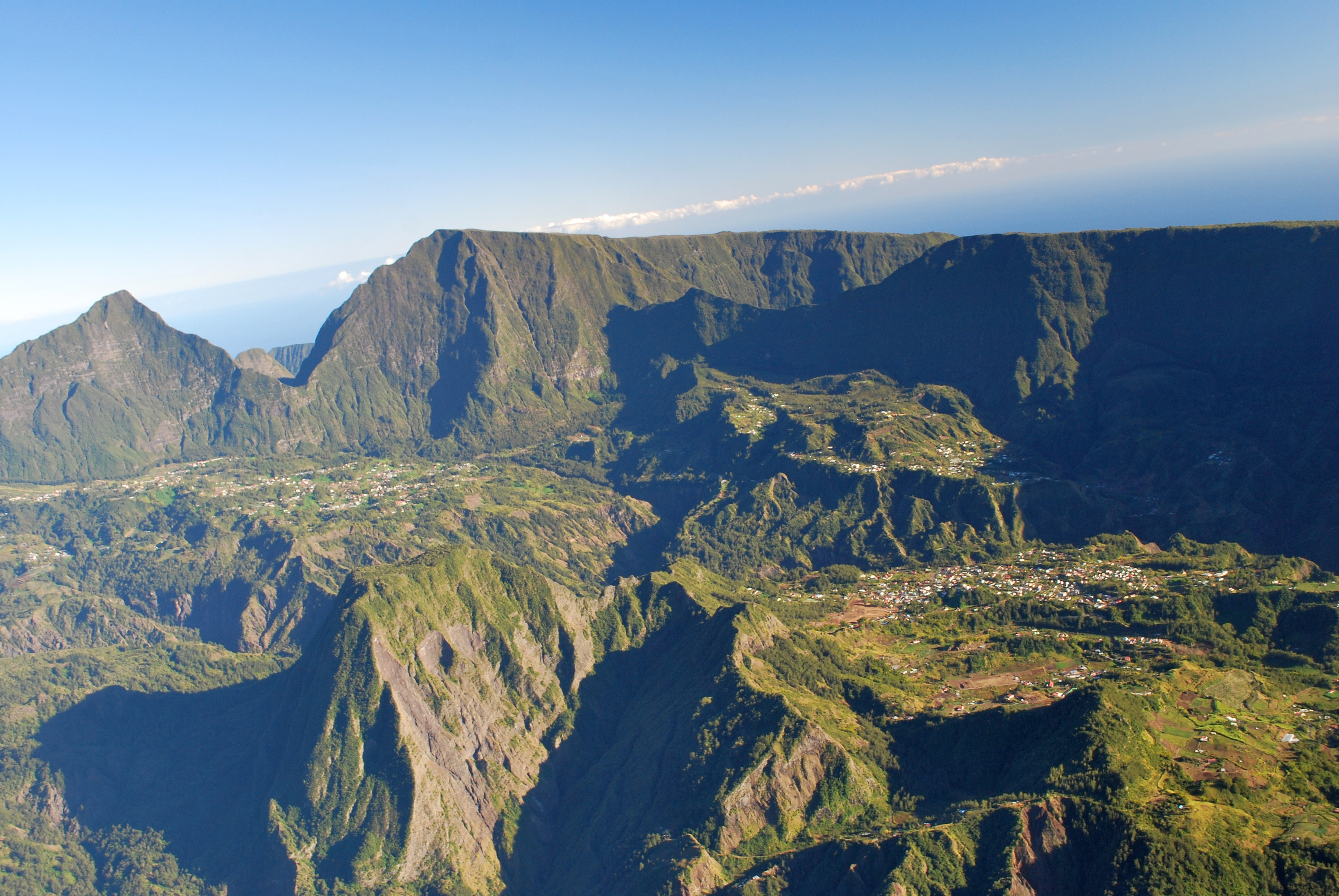
Vue aérienne du cirque de Salazie en direction du nord-ouest avec le piton d'Anchaing au premier plan et au loin la Roche Écrite.